# Maksymilian Potocki
Maksymilian Potocki herbu Lubicz – podkomorzy żytomierski w latach 1790–1793, chorąży żytomierski w latach 1785–1790, stolnik kijowski w 1785 roku, podczaszy żytomierski w latach 1784–1785, miecznik owrucki w latach 1769–1784, sędzia graniczny kijowski.
W załączniku do depeszy z 2 października 1767 roku do prezydenta Kolegium Spraw Zagranicznych Imperium Rosyjskiego Nikity Panina, poseł rosyjski Nikołaj Repnin określił go jako posła wrogiego realizacji rosyjskich planów na sejmie 1767 roku, poseł województwa kijowskiego na sejm 1767 roku. Był komisarzem Sejmu Czteroletniego z powiatu żytomierskiego województwa kijowskiego do szacowania intrat dóbr ziemskich w 1789 roku.